# Serica pigrans
Serica pigrans är en skalbaggsart som beskrevs av Ahrens och Fabrizi 2009. Serica pigrans ingår i släktet Serica och familjen Melolonthidae. Inga underarter finns listade i Catalogue of Life.